# Tuberenes minuta
Tuberenes minuta är en skalbaggsart som först beskrevs av Maurice Pic 1925.  Tuberenes minuta ingår i släktet Tuberenes och familjen långhorningar. Inga underarter finns listade i Catalogue of Life.